# Henri Garcet
Pour les articles homonymes, voir Garcet.
Paul Henri Garcet (Provins, 29 mars 1815 - Paris, 2 février 1871) est un mathématicien français, cousin de Jules Verne, connu pour avoir participé aux parties scientifiques des romans De la Terre à la Lune et Autour de la Lune. Il est également connu pour avoir situé l’emplacement de départ de la Columbiad à environ 200 km de ce qui est l'actuelle base de lancement de Cap Canaveral.

## Biographie
Fils d'un notaire de Provins, Paul Augustin Victor Garcet (1777-1850) et de Masthie Antoinette Verne (1795-1870), sœur de Pierre Verne, le père de Jules, il fait ses études secondaires au lycée Saint-Louis. Après un 1er accessit de dissertation française et un premier prix de physique (1834), il est classé 3e au concours d'entrée à l'École normale (1835) et 34e à celui de l'École Polytechnique. Il obtient un 1er accessit de physique au Concours général et est nommé professeur de mathématiques en 1839 à Reims. Membre de l'Académie nationale de Reims dès sa fondation en 1841, il en démissionne le 5 novembre 1847.
Officier d'université (Palmes académiques), il enseigne ensuite les mathématiques à Paris au lycée Henri IV de 1847 à sa mort. 
Henri Garcet accueille Jules Verne lors de son arrivée à Paris en 1848. Joseph Bertrand lui confie en 1863 la réédition et la révision de son Traité d'algèbre, qui sera éditée sous leurs deux noms en 1863 chez Hachette et sera réimprimé à seize reprises jusqu'en 1908.
Il meurt en 1871, selon Jules Verne, à la suite des privations causées par le siège de Paris
En 1872, Jules Verne utilise sa Cosmographie pour son roman Aventures de trois Russes et de trois Anglais dans l'Afrique australe et cite cet emprunt en note (chapitre VIII). De ses Éléments de mécanique, Verne extrait aussi l'équation du théorème des forces vives de Autour de la Lune.

## Famille
Henri Garcet et sa femme Eugénie Lelarge ont eu deux enfants : Paul Augustin, dit Paul Garcet de Vauresmont, né à Reims le 28 septembre 1847 et mort en 1925 et Marie Berthe Antoinette, née le 29 août 1850 à Paris qui épousera en 1872 Antoine Joseph Charles Emmanuel Amand et dont est issu Henri Amand (1873-1967). Henri Garcet est donc le grand-père du célèbre premier international français de rugby.

## Récompenses et distinctions
- Chevalier de la Légion d'honneur, 14 août 1863[8].

## Œuvres
- Leçons nouvelles de cosmographie, Dezobry, E. Magdeleine et Cie (Charles Delagrave), 1853[9]
- Éléments de mécanique à l'usage des candidats à l’École polytechnique et à l’École normale..., Dezobry, E. Magdeleine et Cie, 1856[10]
- Traité d'algèbre, avec Joseph Bertrand, Hachette, 1863
- Traité d'arithmétique, Ch. Delagrave, 1868[11]